# Германовці-над-Теплою
Германовці-над-Теплою (словац. Hermanovce nad Topľou) — село, громада в окрузі Вранов-над-Теплою, Пряшівський край, Словаччина. Розташоване в східній частині Словаччини на північно-східних схилах Солоних гір в долині Германовського потоку.
Уперше згадується в 1402 році.
У селі є римо-католицький костел (XV століття), перебудований у XVII столітті, протестантська церква та будинок богослужіння братської церкви.

## Населення
| Рік:            | 1994. | 2004.    | 2014.   | 2024.   |
| --------------- | ----- | -------- | ------- | ------- |
| Кількість осіб: | 619   | 685      | 723     | 662     |
| Різниця:        |       | +10,66 % | +5,54 % | -8,43 % |

| Рік:            | 2023. | 2024.   |
| --------------- | ----- | ------- |
| Кількість осіб: | 660   | 662     |
| Різниця:        |       | +0,30 % |

У селі проживає 705 осіб.
Національний склад населення (за даними перепису 2001 року):
- словаки — 99,69 %,
- русини — 0,15 %.

Склад населення за приналежністю до релігії станом на 2001 рік:
- протестанти — 60,18 %,
- римо-католики — 27,87 %,
- греко-католики — 2,76 %,
- православні — 0,15 %,
- не вважають себе вірянами або не належать до жодної вищезгаданої конфесії — 1,07 %.

## Географія
Протікають Глибокий потік і Германовський потік.